# Верхньоігринське сільське поселення
Верхньоі́гринське сільське поселення (рос. Верхнеигринское сельское поселение) — колишнє муніципальне утворення у складі Граховського району Удмуртії, Росія. Адміністративний центр — село Верхня Ігра.
Законом Удмуртської Республіки від 17.05.2021 № 47-РЗ ліквідовано через перетворення муніципального району на муніципальний округ.
Населення — 1027 осіб (2015; 1102 в 2012, 1138 в 2010).

## Склад
До складу поселення входять такі населені пункти:
| Населений пункт       | Населення, осіб (2010) | Населення, осіб (2012) |
| --------------------- | ---------------------- | ---------------------- |
| Байтуганово, присілок | 209                    | 204                    |
| Верхня Ігра, село     | 364                    | 351                    |
| Гаранькіно, присілок  | 17                     | 20                     |
| Мішкино, присілок     | 180                    | 176                    |
| Стара Ігра, присілок  | 368                    | 350                    |

## Господарство
В поселенні діють 3 школи (Байтуганово, Верхня Ігра, Стара Ігра), 3 садочки (Байтуганово, Верхня Ігра, Стара Ігра), 2 бібліотеки (Верхня Ігра, Стара Ігра), 2 будинки культури (Верхня Ігра, Стара Ігра), 2 клуби (Байтуганово, Мішкіно), 4 фельдшерсько-акушерських пункти (Байтуганово, Верхня Ігра, Мішкіно, Стара Ігра). Серед підприємств працюють 4 фермерства та 2 магазини.